# タチウオ科
タチウオ科（タチウオか、学名：Trichiuridae）は、スズキ目サバ亜目またはサバ目に所属する魚類の分類群の一つ。3亜科で構成され、タチウオなど少なくとも10属44種が記載される。

## 分布・生態
タチウオ科の魚類はすべて海水魚で、太平洋・インド洋・大西洋など世界中の海に幅広く分布する。多くの種類が200m以深の深海で生活する深海魚で、大陸斜面など海底付近を遊泳して生活すると考えられている。オビレタチ Lepidopus caudatus など一部の種類は、夜間に餌を求めて海面付近に浮上する、日周鉛直移動を行うことが知られている。
本科魚類の多くは牙のような鋭い歯を備えているが、大型の動物プランクトンを中心に捕食するとみられている。食用魚として漁獲対象となる種類が多く、特にタチウオ Trichiurus lepturus は世界の年間漁獲量が150万トンに達し、魚種別の上位10位に入るなど漁業上きわめて重要な存在となっている。

## 形態

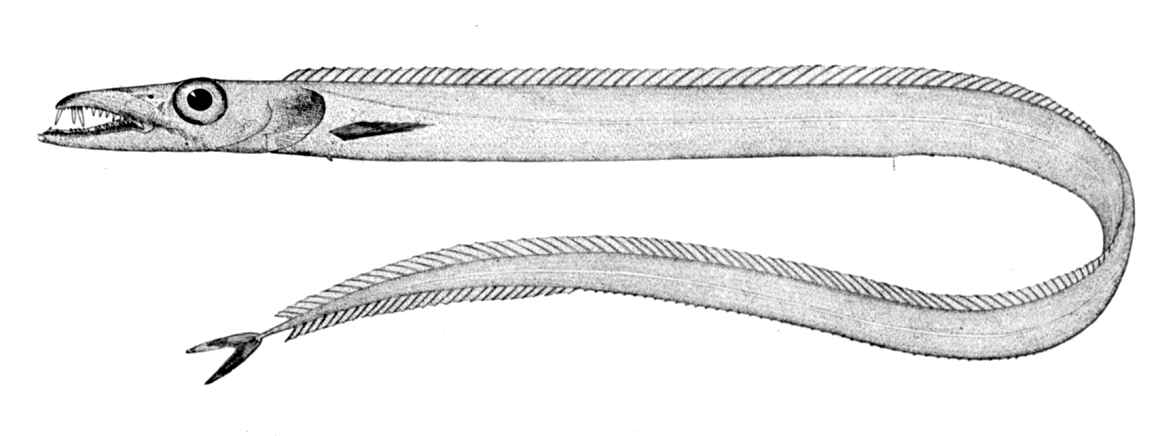
タチモドキ属の1種（Benthodesmus simonyi）。細長く側扁した体型と、体のほぼ全長にわたる長い背鰭が本科魚類に共通する特徴である

タチウオ科の仲間は非常に細長く、側扁した体型をもつ。体色は光沢をもつ銀色であることが多く、和名のタチウオ（太刀魚）や英名のCutlassfish（カットラス：船乗りに多く用いられた湾曲した剣）は、この体つきを刀剣に見立てたものである。
背鰭は透明でその基底は著しく長く、前半の棘条部と、それよりも長い軟条部からなる。クロタチモドキ亜科の仲間は、棘条部と軟条部の間に切れ込みをもつ。臀鰭は2棘56-121軟条で、胸鰭は体の低い位置にある。尾鰭は小さく退化的で、もたない種類もある。腹鰭はもたないか、あるいは非常に小さく痕跡的で、鱗状の棘条と1本の軟条で構成される。尾柄部に小離鰭をもたないことが、近縁のクロタチカマス科・サバ科との重要な鑑別点となっている。
下顎を前に突き出すことができ、牙のように長く鋭い歯を備える。主上顎骨は前眼窩骨によって覆われ、椎骨は58-192個。

## 分類
タチウオ科にはNelson（2016）の体系において3亜科10属44種が認められている。本稿では、FishBaseに記載される10属46種についてリストする。

### クロタチモドキ亜科

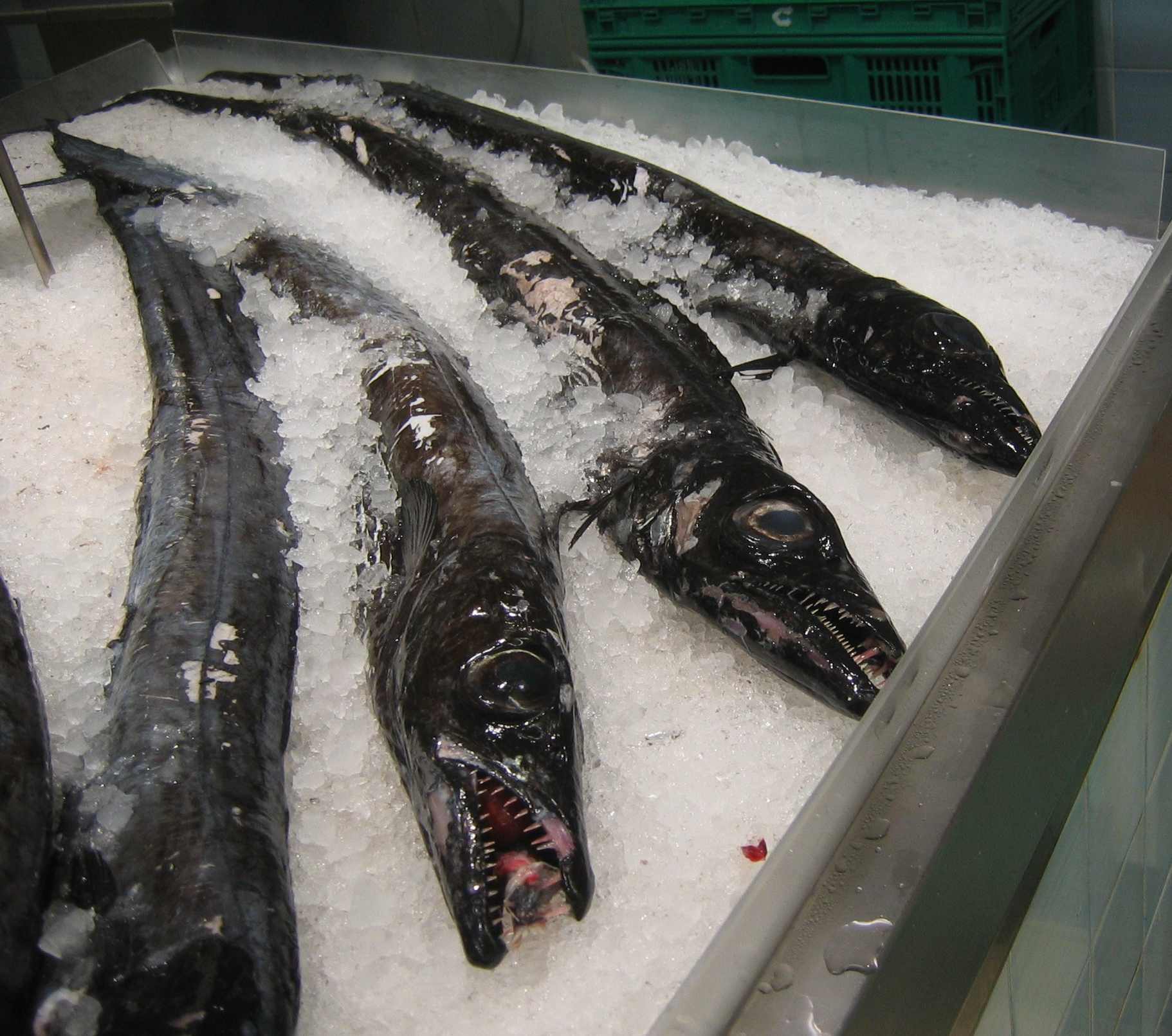
クロタチモドキ属の一種 Aphanopus carbo。北大西洋に分布する水産重要種

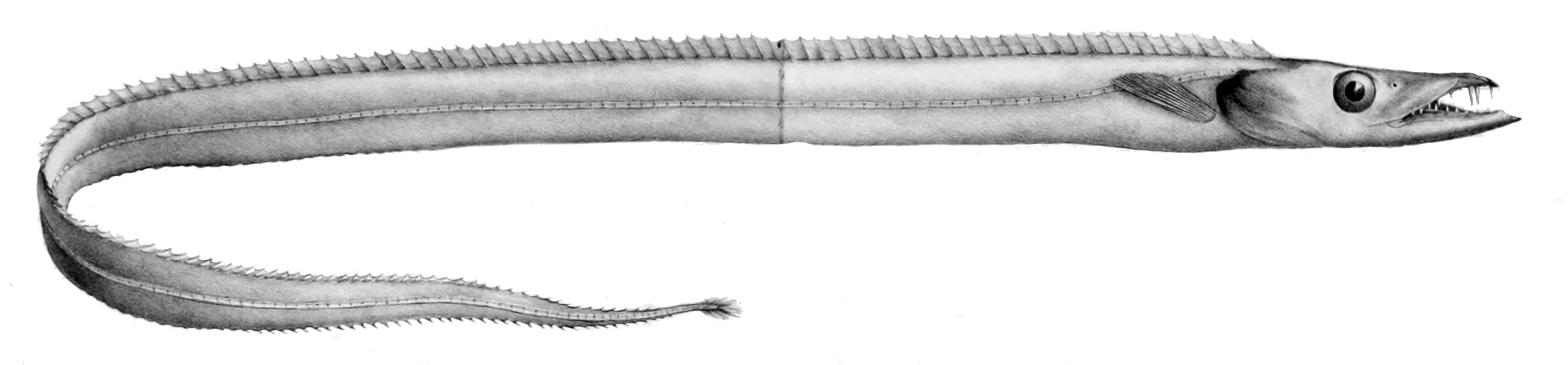
タチモドキ Benthodesmus tenuis （タチモドキ属）。三大洋の大陸斜面に幅広く分布する

クロタチモドキ亜科 Aphanopodinae は2属18種で構成される。二又に分かれた小さいが明瞭な尾鰭と、腹鰭をもつことが特徴。背鰭の棘条は38-46本で、軟条部との境界にはわずかな切れ込みが存在する。
- クロタチモドキ属 Aphanopus
  - クロタチモドキ Aphanopus arigato
  - Aphanopus beckeri
  - Aphanopus capricornis
  - Aphanopus carbo
  - Aphanopus intermedius
  - Aphanopus microphthalmus
  - Aphanopus mikhailini
- タチモドキ属 Benthodesmus
  - ヤマトタチモドキ Benthodesmus elongatus
  - Benthodesmus macrophthalmus
  - Benthodesmus neglectus
  - Benthodesmus oligoradiatus
  - Benthodesmus pacificus
  - Benthodesmus papua
  - Benthodesmus simonyi
  - Benthodesmus suluensis
  - タチモドキ Benthodesmus tenuis
  - Benthodesmus tuckeri
  - Benthodesmus vityazi

### オビレタチ亜科

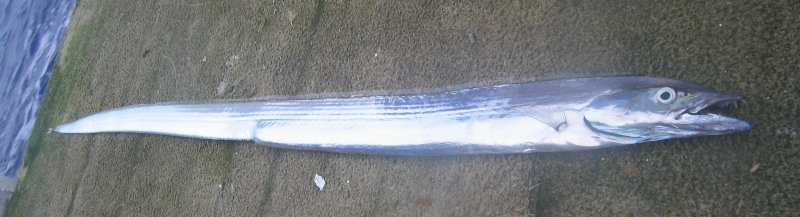
ナガユメタチモドキ Assurger anzac （ナガユメタチモドキ属）。尾鰭の有無は本科魚類の重要な分類形質となっている。本種は小さいが明瞭な尾鰭をもつ

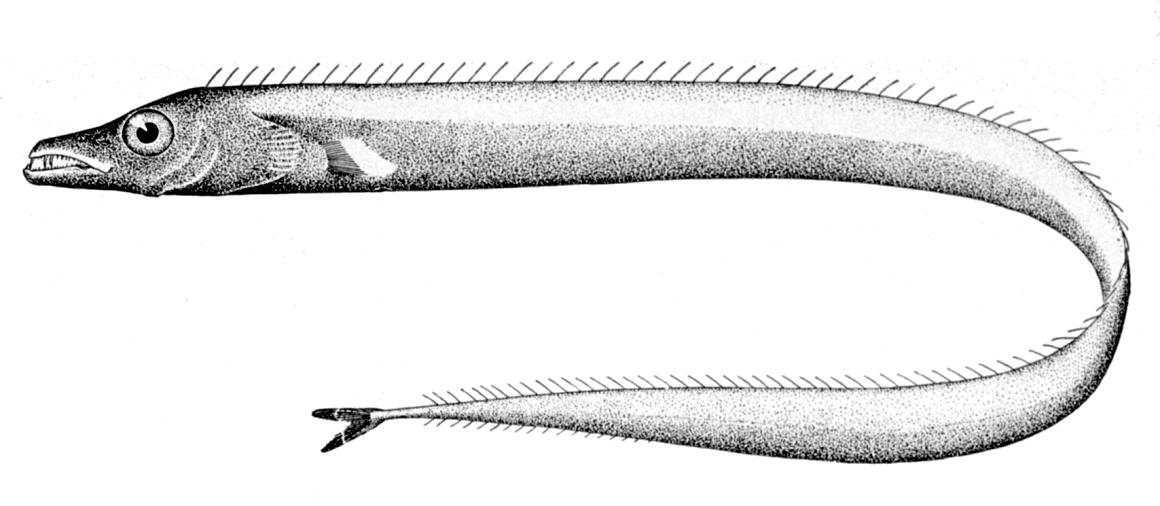
オビレタチ Lepidopus caudatus （オビレタチ属）。夜間に表層に浮上する習性をもつ、漁業対象種

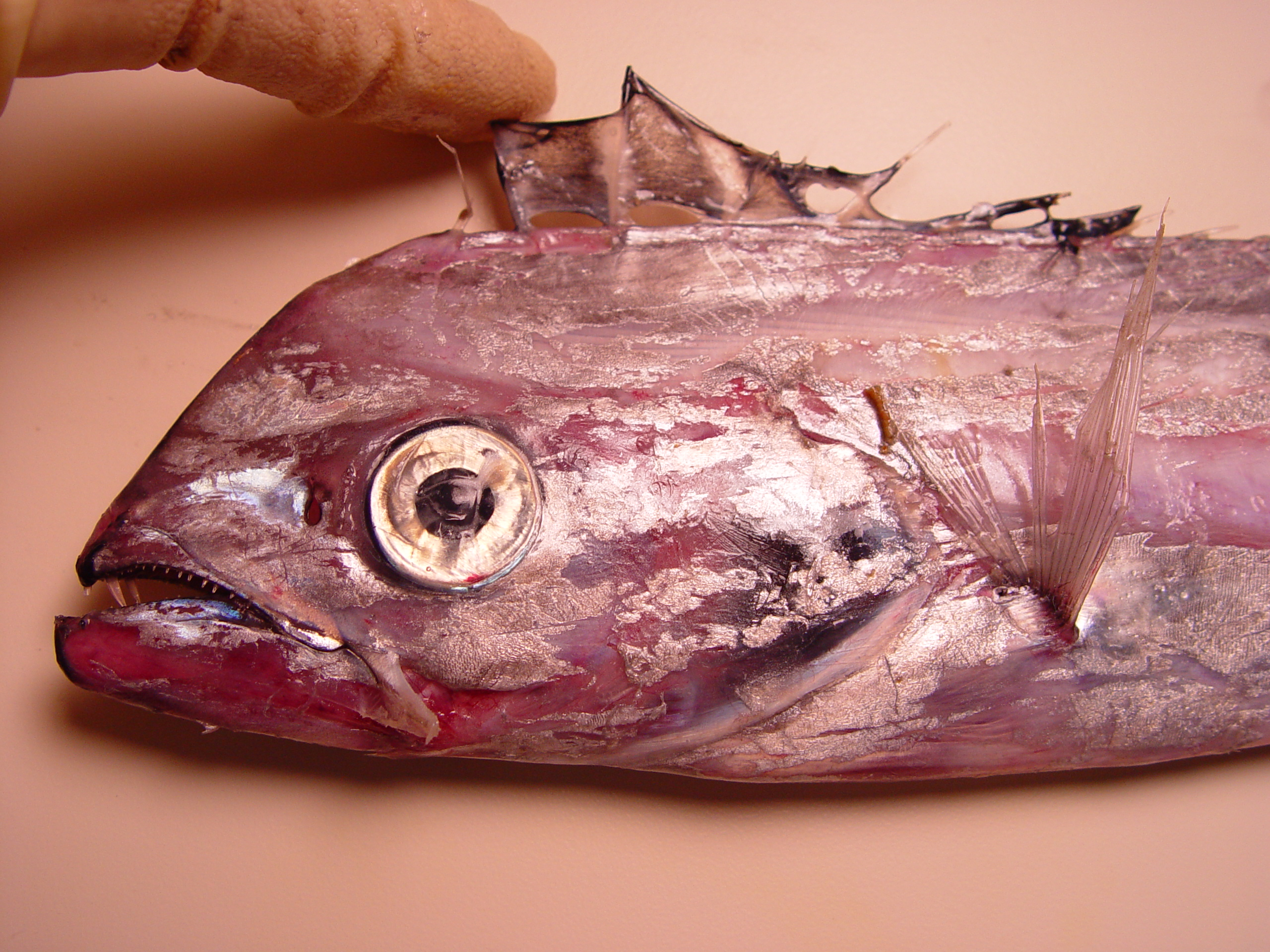
ユメタチモドキ Evoxymetopon taeniatus （ユメタチモドキ属）。牙状の歯が明瞭

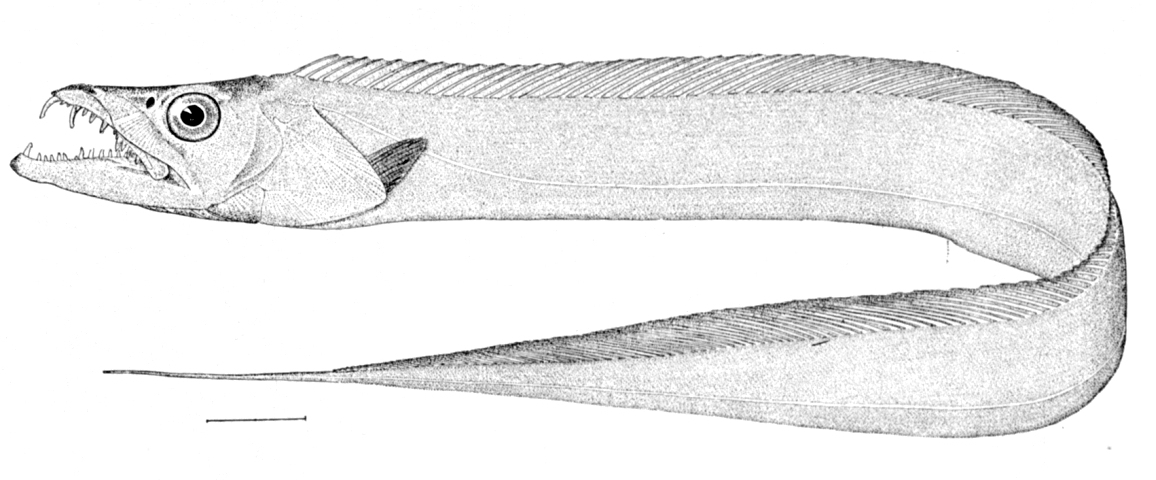
タチウオ Trichiurus japonicus （タチウオ属）。世界の海に分布する T. lepturus とは、遺伝的な差異から別種とされている。

オビレタチ亜科 Lepidopodinae にNelson（2016）は4属12種を認めている。
腹鰭をもつが、尾鰭の有無はさまざま。背鰭の棘条は3-10本で、軟条部とは切れ込みをもたず連続する。側線は胸鰭の後方から徐々に斜めに下がって走行する。
- オシロイダチ属 Eupleurogrammus
  - Eupleurogrammus glossodon
  - オシロイダチ Eupleurogrammus muticus
- オビレタチ属 Lepidopus
  - Lepidopus altifrons
  - Lepidopus calcar
  - オビレタチ Lepidopus caudatus
  - Lepidopus dubius
  - Lepidopus fitchi
  - Lepidopus manis
- ナガユメタチモドキ属 Assurger
  - ナガユメタチモドキ Assurger anzac
- ユメタチモドキ属 Evoxymetopon
  - ヒレナガオオメユメタチ[6] Evoxymetopon macrophthalmus
  - ヒレナガユメタチ Evoxymetopon poeyi
  - ユメタチモドキ Evoxymetopon taeniatus

### タチウオ亜科
タチウオ亜科 Trichiurinae にはNelson（2016）の体系において4属14種が認められている。宮崎大学農学部岩槻博士らの一連の研究により、多くの種の実態が明らかになってきた。FishBaseには下記の有効種が存在するとされるが、日本で知られるオキナワオオダチや、テンジクダチの学名の問題を含め、今後世界的なレビューが必要であろう。
他の2亜科と比べ骨格の退縮傾向が強く、尾鰭と下尾骨、腹鰭とその支持骨格を欠く。背鰭の棘条は3-4本で、軟条部と連続する。側線は胸鰭の後方で下向きに曲り、腹側近くを走行する。
- Demissolinea 属
  - Demissolinea novaeguineensis
- トゲタチウオ属 Lepturacanthus
  - トゲタチウオ Lepturacanthus savala
  - Lepturacanthus pantului
  - Lepturacanthus roelandti
- カンムリダチ属 Tentoriceps
  - カンムリダチ Tentoriceps cristatus
- タチウオ属 Trichiurus
  - Trichiurus auriga
  - Trichiurus australis
  - Trichiurus brevis
  - Trichiurus gangeticus
  - タチウオ Trichiurus japonicus
  - Trichiurus lepturus
  - Trichiurus margarites
  - Trichiurus nanhaiensis
  - Trichiurus nickolensis
  - Trichiurus russelli